# Clusa
La clusa era una fortificació, sovint feta en l'època visigòtica, situada en un lloc de pas estratègic (clausura).
A l'Albera, comarca del Vallespir, hi ha el lloc de les Cluses.
N'hi havia, però, moltes altres, a tot al llarg del vessant sud dels Pirineus, el record de les quals ha restat fossilitzat en la toponímia.